# 普拉特鎮區 (密蘇里州克萊縣)
普拉特鎮區（英語：Platte Township）是位於美國密蘇里州克萊縣的一個行政鎮區。

## 地方資料
普拉特鎮區的面積為194.37平方千米，當中陸地面積為176.65平方千米，而水域面積為17.72平方千米。根據2020年美國人口普查的數據，當地共有人口19981人，而人口密度為每平方千米102.8人。